# NGC 84
NGC 84 (PGC 3325897) è una stella di magnitudine apparente 15,0 situata nella costellazione di Andromeda. La stella è stata descritta il 14 novembre 1884 dall'astronomo francese Guillaume Bigourdan.
La sua posizione nei pressi dell'equatore celeste, la rende osservabile da entrambi gli emisferi terrestri.
In alcuni cataloghi stellari, come Wikisky e SIMBAD, è confusa con PGC 1384.